# Gastrops nebulosus
Gastrops nebulosus är en tvåvingeart som beskrevs av Daniel William Coquillett 1900. Gastrops nebulosus ingår i släktet Gastrops och familjen vattenflugor. Inga underarter finns listade i Catalogue of Life.